# Light as a Feather
| 전문가 평가                          | 전문가 평가 |
| 평가 점수                            | 평가 점수   |
| 출처                                 | 점수        |
| ------------------------------------ | ----------- |
| AllMusic                             | [ 1 ]       |
| SputnikMusic                         | [ 2 ]       |
| The Rolling Stone Jazz Record Guide  | [ 3 ]       |
| The Penguin Guide to Jazz Recordings | [ 4 ]       |

《Light as a Feather》는 미국의 피아니스트 칙 코리아가 이끄는 재즈 퓨전 밴드 리턴 투 포에버의 두 번째 스튜디오 음반이다.

## 배경
비록 보컬이 더 큰 역할을 부여받았지만, 음악의 스타일은 대부분 첫 번째 음반과 동일하다. 칙 코리아는 폴리도르 레코드를 위해 이 음반을 프로듀싱했다. 스탠리 클라크는 더블 베이스를 연주했지만, 경력의 대부분을 베이스 기타를 연주했다.
〈Captain Marvel〉은 같은 해에 발매된 스탠 게츠의 음반의 이름을 제공한 빠른 라틴 곡이다(게츠 음반에도 코리아, 클라크, 모레이라 포함). 아이르투 모레이라는 타악기를 연주하고 플로라 푸림은 노래의 메인 리프 동안 말없이 노래한다.
이 음반은 호아킨 로드리고의 《아랑후에스 협주곡》 (1939년)에서 영감을 받아 만들어진 〈Spain〉으로 끝난다.

## 곡 목록
모든 곡들은 특별한 언급이 없는 한 칙 코리아에 의해 작곡하였다.
| #  | 제목                   | 작사        | 작곡                    | 재생 시간 |
| -- | ---------------------- | ----------- | ----------------------- | --------- |
| 1. | 〈You're Everything〉  | 네빌 포터   |                         | 5:11      |
| 2. | 〈Light as a Feather〉 | 플로라 푸림 | 스탠리 클라크           | 10:57     |
| 3. | 〈Captain Marvel〉     | 기악        |                         | 4:53      |
| 4. | 〈500 Miles High〉     | 포터        |                         | 9:07      |
| 5. | 〈Children's Song〉    | 기악        |                         | 2:47      |
| 6. | 〈Spain〉              | 기악        | 코리아, 호아킨 로드리고 | 9:51      |